# Buren
Buren é um município dos Países Baixos, situado na província da Guéldria. Tem 142,92 km² de área e sua população em 2020 foi estimada em 26.021 habitantes.